# Outrageous (álbum)
Outrageous es el primer álbum de remixes de la cantante y actriz estadounidense Cher, lanzado en agosto de 1989 por PolyGram. Fue lanzado inicialmente en Norteamérica, y lanzado los subsecuentes años en algunos países de Europa.

## Lista de canciones
1. «All I Really Want to Do» (Bob Dylan) - 2:58
2. «I Go to Sleep» (Ray Davies) - 2:41
3. «Shoppin'» (Michele Aller, Bob Esty) - 5:50
4. «Boys and Girls» (Billy Falcon) - 3:40
5. «See See Rider» (Sonny Bono, Greene, Robert Stone) - 3:01
6. «Sunny» (Bobby Hebb) - 3:08
7. «Prisoner» (David Paich) - 6:20
8. «Holdin’ Out For Love»  (Tom Snow, Cynthia Weil) - 5:42
9. «Holy Smoke!» (Michele Aller, Bob Esty) - 5:50
10. «Come and Stay With Me» (Jackie DeShannon) - 2:48
11. «Where Do You Go» (Sonny Bono) - 3:16
12. «Hell on Wheels» (Michele Aller, Bob Esty) - 5:30
13. «Mirror Image» (Michael Brooks, Bob Esty) - 5:30
14. »Outrageous» (Michele Aller, Bob Esty) - 5:15